# Kartonage

Kartonage (15,5 × 12,5 × 6,5 cm)

Die Kartonage ist ein Begriff aus der Verpackungstechnik. Sie wird aus stabilisierten Papiersorten (Karton oder in Verbindung mit Pappe) hergestellt. Für jede Art der Umverpackung gibt es Kartonagen in verschiedenen Stärken und Größen. Zusammengefaltet benötigt sie wenig Platz im Lager. Für empfindliche Waren oder Güter wird zu deren Schutz hauptsächlich Wellpappe verwendet.

## Geschichte
In Deutschland kam die Kartonage verstärkt seit dem Zweiten Weltkrieg zum Einsatz, als die zuvor verwendeten Holzkisten nicht oder nicht mehr in ausreichender Zahl verfügbar waren. Bei der Deutschen Reichsbahn wurde die „neue“ Verpackungsart zunächst skeptisch betrachtet, als mangelhaft eingestuft und nur unter Haftungsausschluss zur Beförderung entgegengenommen.

## Recycling
Kartonagen sollen, wie andere Papiersorten auch, im Rahmen der Mülltrennung dem Papierrecycling zugeführt werden. Sie gehören nicht in den Restmüll. Sie werden in Papierfabriken recycelt aber auch exportiert, insbesondere nach China. Der Export ist ökologisch wenig sinnvoll und politisch unerwünscht. In Deutschland ist der Altpapier- und Altkartonexport zwischen 2000 und 2009 auf etwa ein Viertel zurückgegangen. Die Schweiz wurde zum Importeur.

### Nutzung von Grasfasern
Grasfaser werden von verschiedenen Unternehmen als nachhaltige Alternative zu recycelter Wellpappe beworben. Der Erfinder des Graspapiers hat 2017 eine Studie bei der Hochschule Bonn-Rhein-Sieg in Auftrag gegeben, die einen ökologischen Vergleich des Einsatzes von Sulfat-Zellstoff, Altpapierstoff und grasbasiertem Zellstoff in der deutschen Papierproduktion durchgeführt hat. Die Studie ergab, dass die grasbasierten Zellstoffe im untersuchten Zeitraum ökologisch nachhaltiger als die verglichenen Stoffe sind. Die Duale Hochschule Baden-Württemberg Karlsruhe hat unter dem Leiter des Studiengangs Papiertechnik Bedenken geäußert. Der hohe Graspapieranteil könnte den Altpapierkreislauf gefährden, da die Graspapierfasern mit dem aktuellen Recyclingprozess nicht wiederaufbereitet werden können.